# 眼窩吹き抜け骨折
眼窩吹き抜け骨折（がんかふきぬけこっせつ、英: Orbital blowout fracture）は、眼窩下壁または内壁の外傷性変形であり、通常は眼窩よりも大きい鈍体の衝突による。眼窩壁のうち最も薄いのは内壁だが、これは篩骨によって支えられており、上壁と側壁の骨は堅固であり、下壁と上顎洞上壁の骨は比較的薄く支えがないためdigi dag、骨折の多くは下壁で生じる。内壁の吹き抜け骨折は2番目に多く、上壁と外壁の吹き抜け骨折はどちらも稀である。
吹き抜け骨折は、大規模で偏位が大きく骨が粉砕されたオープンドア型と、直線状で骨片が遊離せず偏位が最小限のトラップドア型に大別される。複視、眼球陥凹、および眼窩下神経損傷による頬部および上歯茎の感覚喪失が特徴 。
眼窩縁が維持されるものを純粋型（pure type）、眼窩縁も損傷されるものを非純粋型（impure type）と呼ぶ。トラップドア型では外傷の兆候が最小限である（white eye）にもかかわらず高頻度で外眼筋が絞扼され、white-eyed blowout fractureと呼ばれる。これはLe Fort骨折や頬骨上顎骨複合骨折など他の外傷で発生する可能性もあり、暴行と自動車事故が最も一般的な原因である。小児ではトラップドア型のサブタイプがより高頻度である。
複視や眼球陥凹を防ぐために外科治療を要することもあるが、これらの症状を経験しておらず外眼筋の可動性が良好な患者では手術なしでの経過観察にとどまることも考えられる。

## 兆候と症状
臨床的に認められる徴候および症状は以下の通り  。
- 疼痛
- 眼球陥凹
- 眼球運動の制限
- 三叉神経(V2)分布に沿った知覚鈍麻
- 垂直複視
- 特に鼻をかんだりくしゃみをしたりする際に生じる眼窩気腫・眼瞼気腫
- 下直筋が絞扼され上転・下転障害をきたすことによる眼心臓反射からの悪心・徐脈

## 原因
吹き抜け骨折の一般的な原因は以下の通り。
- 眼窩に対する直接の鈍的外傷
- スポーツ傷害（スカッシュ [6]、テニスなど）
- 自動車事故

## 機序
眼窩の径よりも大きいサイズの物体が眼窩に外力を加えると、眼窩の内容物が圧縮され 、内圧の急な上昇から薄い内壁や下壁の骨折をきたす。理論上では下壁より内壁の方がわずかに薄いため（0.25mmと0.50mm）内壁の骨折が多くなると思われるが 、純粋型では下壁の骨折が最頻である。これは、篩骨洞の多数の骨中隔のハニカム構造が副鼻腔を支持することにより、内壁が下壁に比べ内圧上昇に強くなっているためだと考えられる 。
小児では、下壁が成長途中であり柔軟なため後方にスナップする線状の骨折を生じ、トラップドア型と呼ばれる 。トラップドア型の骨折では軟組織が絞扼され外科的介入を要するような非可逆的変化を生じうる 。

## 診断
診断は、臨床所見および画像診断による。眼窩周囲のあざや結膜下出血は骨折を示唆する兆候である。

### 画像診断
CTスキャンにおける2〜3mmごとの体軸断面・冠状断面像が眼窩骨折の検出に最適である  。
一方、単純X線像は吹き抜け骨折に対する感度が高くない。Waters法による撮影では眼窩周囲の脂肪や下直筋が涙滴状のヘルニアとして下壁から上顎洞にぶら下がるのが見られる(tear drop sign)。上顎洞はところどころ不透明になり、時折血液による鏡面形成を呈する。眼窩の透過性は通常眼窩気腫を反映したものとなる。

## 治療

### 初期治療
骨折から1週間以内に眼科の受診を要する。眼窩気腫を予防するため鼻をかむのを避けるよう指導し、充血除去薬がよく処方される。骨折が副鼻腔に至る際は予防的な抗生物質投与も一般的とされ、アモキシシリン-クラブラン酸塩とアジスロマイシンがよく用いられるが、エビデンスに乏しい  。腫れを低減するため経口ステロイドも用いられる 。
画像において2mm以上と知られる眼球陥凹、正面視や下方視における複視、外眼筋の絞扼、下壁の50%以上にわたる骨折をきたした例は手術適応となる 。多くの症例では外科的治療を行わずとも重大な経過を生じないまま自然に治癒する。
吹き抜け骨折の外科治療をただちに行うことはめったになく、腫れが治まるまで必要に応じて最大2週間ほどの期間を置く。手術の瘢痕はほとんど残らず回復期間も短いのが通常である。理論上は手術により根治されるが、複視や眼球陥凹が完治しない例も知られる 。再建は通常チタンメッシュや多孔性ポリエチレンを経結膜切開あるいは睫毛下切開から挿入することによる。内視鏡やその他の低侵襲的アプローチによる成功例も知られる 。

## 疫学
女性よりも男性に多い。小児を対象としたある研究では、症例の81％が男児（平均年齢12.5歳）となった 。成人を対象とした別の研究では、症例の72％が男性（平均年齢81歳）となった 。

## 歴史
眼窩底骨折は1844年にパリでMacKenzieによって報告され、吹き抜け骨折という用語はSmithとReganが1957年に用いだした 。彼らは眼窩の外傷とそれによる下直筋絞扼について、ハーリングのボールを死体の眼窩に置き槌で打つことにより研究していた。